# Liste von Bunkeranlagen
Die Liste von Bunkeranlagen umfasst in erster Linie militärische Bunker weltweit.

## Belgien
- Atlantikwall, Freilichtmuseum Atlantikwall zwischen Ostende und Nieuwpoort mit erhaltenen Anlagen aus beiden Weltkriegen

## Dänemark
- Tirpitz-Stellung

## Deutschland
Siehe: Liste von Bunkeranlagen in Deutschland

## Frankreich

### Maginot-Linie
- Artilleriewerk Four à Chaux
- Artilleriewerk Hackenberg
- Infanteriewerk La Ferté
- Artilleriewerk Michelsberg
- Artilleriewerk Schoenenbourg
- Artilleriewerk Simserhof

### Pays de la Loire
- Bunker La Rochelle-La Pallice ehem. U-Boot Bunker im Dritten Reich
- Bunker St. Nazaire ehem. U-Boot Bunker im Dritten Reich

### Bretagne
- Bunker Brest ehem. U-Boot Bunker im Dritten Reich

## Italien
- Vallo Alpino

## Kanada
- Diefenbunker

## Litauen
- Eisenbahnbrückenbunker Jonava, Bezirk Kaunas

## Schweiz

### Aargau
- Festung Reuenthal

### Wallis
- Festung Cindey
- Artilleriewerk Naters
- Artilleriewerk Champex / A 46
- Fort du Scex
- Artilleriewerk Follatères / A 66

### Freiburg
- Gross Tosse
- Festung Euschels
- Infanteriewerk Im Fang

### Bern
- Artilleriewerk Legi
- Festung Burgfluh / A 2050
- Artilleriewerk Jaunpass
- Artilleriewerk Waldbrand
- Artilleriewerk Schmockenfluh / A 1881
- Artilleriewerk Krattigen
- Artilleriewerk Faulensee
- Sperrstelle Mülenen

### Obwalden
- Festung Klein-Durren

### Nidwalden
- Artilleriewerk Kilchlidossen
- Festung Mueterschwanderberg / A 2288.01 – A 2288.03
- Artilleriewerk Ursprung / A 2242
- Festung Wissiflue

### Waadt
- Artilleriewerk Champillon
- Festung Dailly
- Festung Savatan
- Tobleroneweg (Verteidigungslinie der Promenthouse)
- Artilleriewerk Pré-Giroud, Vallorbe

### Graubünden
- Festungsmuseum Crestawald
- Festung Tschingel

### Uri
- Fort Bäzberg
- Fort Bühl
- Festung Fuchsegg
- Festung Gütsch
- Artilleriewerk Isleten / A 8730
- Sperrstelle Klausenpass
- Fort Stöckli

### Luzern
- Artilleriewerk Mühlefluh, Vitznau

### Tessin
- Festung Foppa Grande
- Festung San Carlo / A 8390
- Festung Sasso da Pigna
- Lona – Mairano / A 8158
- Lona – Mondascia / A 8157
- Festung Motto Bartola
- Forte Airolo

### St. Gallen
- Festung Magletsch / A 6020
- Festung Kastels / A 6400
- Festung Furggels / A 6355
- Festung Heldsberg am Bodensee

### Glarus
- Artilleriewerk Beglingen / A 6756
- Artilleriewerk Niederberg
- Artilleriebunker Ennetberge

### Schwyz
- Artilleriewerk Halsegg / A 7351 und A 7352

## Österreich

### Oberösterreich
- B8 Bergkristall
- Befestigungsanlage Am Winterhafen in Linz

### Niederösterreich
- Bunker Straßhof
- Bunker Mödling

### Salzburg
- Einsatzzentrale Basisraum

### Wien
- Gaugefechtsstand Wien
- Wiener Flaktürme
- Flak-Kaserne Küniglberg

### Tirol
- Luftschutzstollen der Tiroler Gauleitung, Deckname Spinell, Innsbruck
- Luftschutzstollen Amras-Bierwirt, Innsbruck
- Luftschutzbunker in Innsbruck, Innsbruck

## Polen

### Woiwodschaft Ermland-Masuren (ehem. Ostpreußen)
- Wolfsschanze (Kętrzyn/Gierłoż)
- Mauerwald (polnisch: Mamerki) (Węgorzewo)

### Województwo lubuskie (Lebus)
- Festungsfront Oder-Warthe-Bogen (OWB, Ostwall)

### Góry Sowie (Eulengebirge)
- Projekt Riese (Oder-Warthebogen)

## Tschechien
- Schöberlinie
- Stachelberg 1937–1938 (bei Trutnov)

## USA
Colorado
- North American Aerospace Defense Command (NORAD)

Virginia
- Mount Weather